# Clark County, Indiana
Clark County är ett county i delstaten Indiana, USA, med 110 232 invånare (2010). Den administrativa huvudorten (county seat) är Jeffersonville. 

## Geografi
Enligt United States Census Bureau har countyt en total area på 974 km². 971 km² av den arean är land och 3 km² är vatten. 

### Angränsande countyn
- Scott County - norr
- Jefferson County - nordost
- Trimble County, Kentucky - öster
- Oldham County, Kentucky - sydost
- Jefferson County, Kentucky - söder
- Floyd County - väster
- Washington County - nordväst